# Asia Cup 2000
Der Asia Cup 2000 war die 7. Ausgabe des Cricketwettbewerbes für asiatische Nationalmannschaften, der im ODI-Format ausgetragen wird. Im Finale konnte sich Pakistan gegen Sri Lanka mit 39 Runs durchsetzen.

## Teilnehmer
Die Teilnehmer waren alle vier Nationen mit Teststatus: Gastgeber Bangladesch sowie Indien, Pakistan und Sri Lanka.
| - Bangladesch - Indien - Pakistan - Sri Lanka |

## Format
Die vier Mannschaften spielten gegen jedes andere Team in einer Gruppe. Die ersten beiden Mannschaften qualifizierten sich für das Finale und spielten dort den Turniersieger aus.

## Stadion
Das folgende Stadion wurde für das Turnier vorgesehen.
| Stadion                      | Stadt | Kapazität |
| ---------------------------- | ----- | --------- |
| Bangabandhu National Stadium | Dhaka | 36.000    |

## Kaderlisten
Die Mannschaften benannten die folgenden Kader.
| ODI | ODI | ODI | ODI |
| Bangladesch | Indien | Pakistan | Sri Lanka |
| --- | --- | --- | --- |
| - Aminul Islam (K) - Akram Khan - Enamul Haque - Javed Omar - Habibul Bashar - Hasibul Hossain - Khaled Mahmud - Khaled Mashud (wk) - Mohammad Manural Islam - Mohammad Rafique - Mushfiqur Rahman - Naimur Rahman - Shafiuddin Ahmed - Shahriar Hossain | - Sourav Ganguly (K) - Ajay Jadeja - Ajit Agarkar - Amit Bhandari - Anil Kumble - Hemang Badani - Mohammad Azharuddin - Nayan Mongia (wk) - Nikhil Chopra - Rahul Dravid - Robin Singh - Sachin Tendulkar - Sunil Joshi - Thiru Kumaran | - Moin Khan (K & wk) - Abdul Razzaq - Arshad Khan - Azhar Mahmood - Imran Nazir - Inzamam-ul-Haq - Saeed Anwar - Shahid Afridi - Shoaib Malik - Mohammad Akram - Mohammad Wasim - Shabbir Ahmed - Wasim Akram - Yousuf Youhana | - Sanath Jayasuriya (K) - Russel Arnold - Marvan Atapattu - Upul Chandana - Tillakaratne Dilshan - Mahela Jayawardene - Romesh Kaluwitharana (wk) - Muttiah Muralitharan - Indika De Saram - Aravinda De Silva - Sajeewa de Silva - Chaminda Vaas - Kaushalya Weeraratne - Nuwan Zoysa |

## Vorrunde
Tabelle
|             | Sp. | S | N | R | BP | Punkte | NRR    |
| ----------- | --- | - | - | - | -- | ------ | ------ |
| Pakistan    | 3   | 3 | 0 | 0 | 0  | 6      | +1.866 |
| Sri Lanka   | 3   | 2 | 1 | 0 | 0  | 4      | +1.081 |
| Indien      | 3   | 1 | 2 | 0 | 0  | 2      | −0.342 |
| Bangladesch | 3   | 0 | 3 | 0 | 0  | 0      | −2.800 |

Spiele
| 29. Mai Scorecard | Dhaka | Bangladesch 175-6 (50)          | – | Sri Lanka 178-1 (30.4) |
|                   |       | Sri Lanka gewinnt mit 9 Wickets |   |                        |

| 31. Mai Scorecard | Dhaka | Bangladesch 249-6 (50)       | – | Indien 252-2 (40.1) |
|                   |       | Indien gewinnt mit 8 Wickets |   |                     |

| 1. Juni Scorecard | Dhaka | Sri Lanka 276-8 (50)          | – | Indien 205 (45) |
|                   |       | Sri Lanka gewinnt mit 71 Runs |   |                 |

| 2. Juni Scorecard | Dhaka | Pakistan 320-3 (50)           | – | Bangladesch 87 (34.2) |
|                   |       | Pakistan gewinnt mit 233 Runs |   |                       |

| 3. Juni Scorecard | Dhaka | Pakistan 295-7 (50)          | – | Indien 251 (47.4) |
|                   |       | Pakistan gewinnt mit 44 Runs |   |                   |

| 5. Juni Scorecard | Dhaka | Sri Lanka 192 (49)             | – | Pakistan 193-3 (48.2) |
|                   |       | Pakistan gewinnt mit 7 Wickets |   |                       |

## Finale
| 7. Juni Scorecard | Dhaka | Pakistan 277-4 (50)          | – | Sri Lanka 238 (45.2) |
|                   |       | Pakistan gewinnt mit 39 Runs |   |                      |